# ジョルジュ・サルマナザール
ジョルジュ・サルマナザール（George Psalmanazar, 1679年? - 1763年5月3日）は18世紀のイギリスで活躍した詐欺師であり著述家。ジョージ・サルマナザールと表記されることもある。18世紀初頭、ヨーロッパ人は東アジアに関心を寄せていたものの、ほとんどの西欧人にとって東洋は未知の世界だった。サルマナザールはフランス生まれにもかかわらず自らを台湾人と偽り、主にロンドンのサロンで注目を集めた。サルマナザールには台湾に関する知識はほとんどなかったが、空想を巡らせてでたらめな風習や言語を紹介した。またサルマナザールは「台湾語」とされる自作の文字や文法さえ創りだして架空の世界を作り上げていった。1704年にはそれらを詳細にまとめた偽書の傑作『台湾誌』を出版した。台湾の専門家としての名声を獲得したサルマナザールは、一時期オックスフォード大学で学生たちへの講義も行っている。その後サルマナザールの捏造が発覚するまで、『台湾誌』はイギリス知識人の東洋人認識に多大な影響を与えた。

## 出自
本名と誕生年の正確な出自は不明 だが、後の回想録によれば1679年に南フランスで生まれたとしている。具体的な出身地は明かしていないが、後にサルマナザールのフランス語にはガスコーニュ地方の訛りが指摘されている。サルマナザールは16歳までイエズス会の修道院で教養を学び、ラテン語等の語学に秀でた才能を見せた。しかしサルマナザールは職に恵まれず、家庭教師などをしていたがこれも長続きしなかった。そのため修道士の服を盗みだし、托鉢を受けながら親族の住むドイツを放浪した。しかしあるとき、東洋人の特徴を伝え聞いていたサルマナザールは、小柄であり黄色い肌という特徴に自分との共通点を見い出した。試しにキリスト教に改宗した日本人を演じてみたところ、サルマナザールは信心深い人々から多額の施しを獲得した。実際のところ、サルマナザールは小柄ではあったが黄色人種と比べると肌は白く、顔立ちも彫りの深い西欧人そのものだった。その上、サルマナザールは日本を訪れたどころか、日本に対する知識はほとんど持っていない。しかし当時、ほとんどの西欧人は東洋に無知であり、サルマナザールの詐称はドイツ滞在中は誰の疑問も招かなかった。サルマナザールは周到に、日本のパスポートまで偽造している。ただし、キリスト教に改宗してローマに向かう日本人 を演じている以上、同じ場所にはとどまれず、浮浪者同然の体でリエージュに辿りつく。困窮したサルマナザールはこの地でオランダ軍に入隊し、そこでも改宗した日本人を名乗った。この兵役の余暇にサルマナザールは『台湾誌』の原型となる構想をまとめている。しかし卓越したラテン語を操り、所属する中隊内でも宗教学、論理学で随一の知識を持つ「日本人」は目立ちすぎた。部隊がオランダのスロイスに駐屯した1702年、同地の市長とカトリックの司祭からサルマナザールは呼び出される。その審問の場には、スロイスに駐屯していたスコットランド連隊の従軍牧師ウィリアム・イネスもいた。この審問の席で、サルマナザールは言葉巧みに追及から逃れるが、ウィリアム・イネス牧師のみがサルマナザールの虚偽を見破っていた。イネス牧師はサルマナザールに対し、過去にカトリックの宣教師が滞在して知識を得ている日本人ではなく、より知られていない台湾人と名乗ることを勧める。また旧教徒に捕らわれて改宗を強制されたが応じず、殺されそうなところをイネスに救われてプロテスタントに改宗したという筋書きまで描いて見せた。

## ロンドン時代
1703年、24歳になったサルマナザールはイギリスのロンドンに渡った。このロンドンで、サルマナザールはプロテスタントに改宗した台湾の王族と名乗り、大胆にもロンドン司教との面会を求めた。この試みは、ウィリアム・イネスという共犯者の助力で成功する。結果、イネス牧師の仲介により面会したロンドン司教ヘンリー・コンプトンは、サルマナザールを海の彼方から来た信心深い東洋人だと信じきってしまった。これによりサルマナザールはロンドン社交界の信頼を獲得し、その物珍しさからサロンに連日招かれて講演を行った。サルマナザールは空想から生み出したエキゾチックな台湾風俗を堂々と語り、突然の質問にも矛盾なく答えた。これはサルマナザールが事前に彼にとっての「台湾」を緻密に作り上げていたためで、歴史、風土、社会制度に加えて台湾文字と文法まで生み出して暗記していた。人工言語のはしりともいえるが、1880年代に生まれたエスペラントのような実用性はなく、独特な発音を要する20字（台湾アルファベット）と文法が生み出されただけだった。しかし英国人が耳にしたのことのない発音でよどみなく話される「台湾語」は、サルマナザールをより強く台湾人だと印象づけた。

### 台湾誌
1704年、周囲からの熱望もあって、サルマナザールは自らの台湾に関する講演をまとめた『台湾誌』（Historical and Geographical Description of Formosa, an Island subject to the Emperor of Japan）を刊行する。
歴史、宗教、風土、服装と身分制度、文字など多岐に渡る項目が詳細かつ具体的に説明され、台湾情報の基礎として20年以上に及ぶベストセラーになった。しかしその内容はサルマナザールの考えだした台湾の姿であり、講演で受けの良かった話をより大げさに膨らませため、未開の国という先入観をより強調する内容になった。その著書及び講演において、台湾及び周辺地域は以下のような紹介がなされている。
- 台湾人の祖先は日本人である[2]。
- 日本は中国から追い出された人々の国であり、ゆえに中国の言語と風習を敵視して独自の言語体系を持つ。日本人を祖とする台湾も同様である[2]。
- 台湾では毎年2万人の少年の心臓が神に捧げられている[2]。
- 台湾の庶民は上着一枚を帯を結ばずはだけたまま着る。陰部は金属製の覆いでのみ隠す[2]。
- 台湾では生肉を香草にまぶして食べている[2]。
- 台湾の上流階級は灼熱の太陽を避けて地下に優雅で広大な広間を築く。だからサルマナザールは他のアジア人とは異なりやや白い肌をしている[2]。
- 台湾には食人の習慣がある[3]。

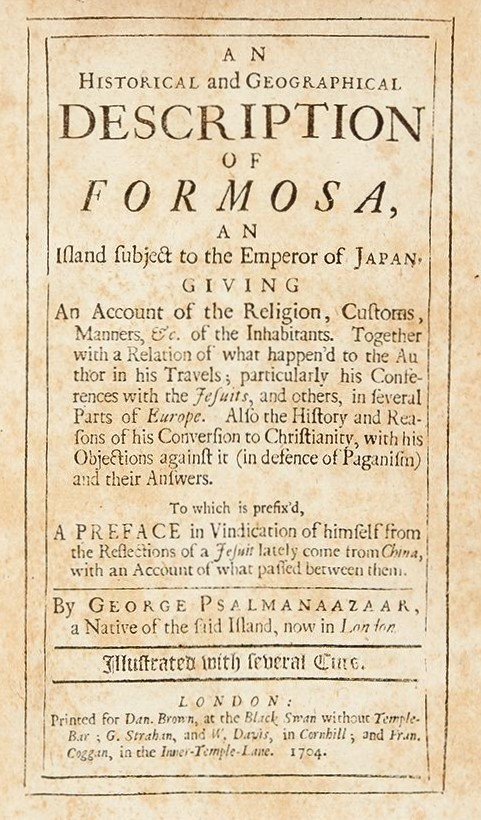
『台湾誌』の扉
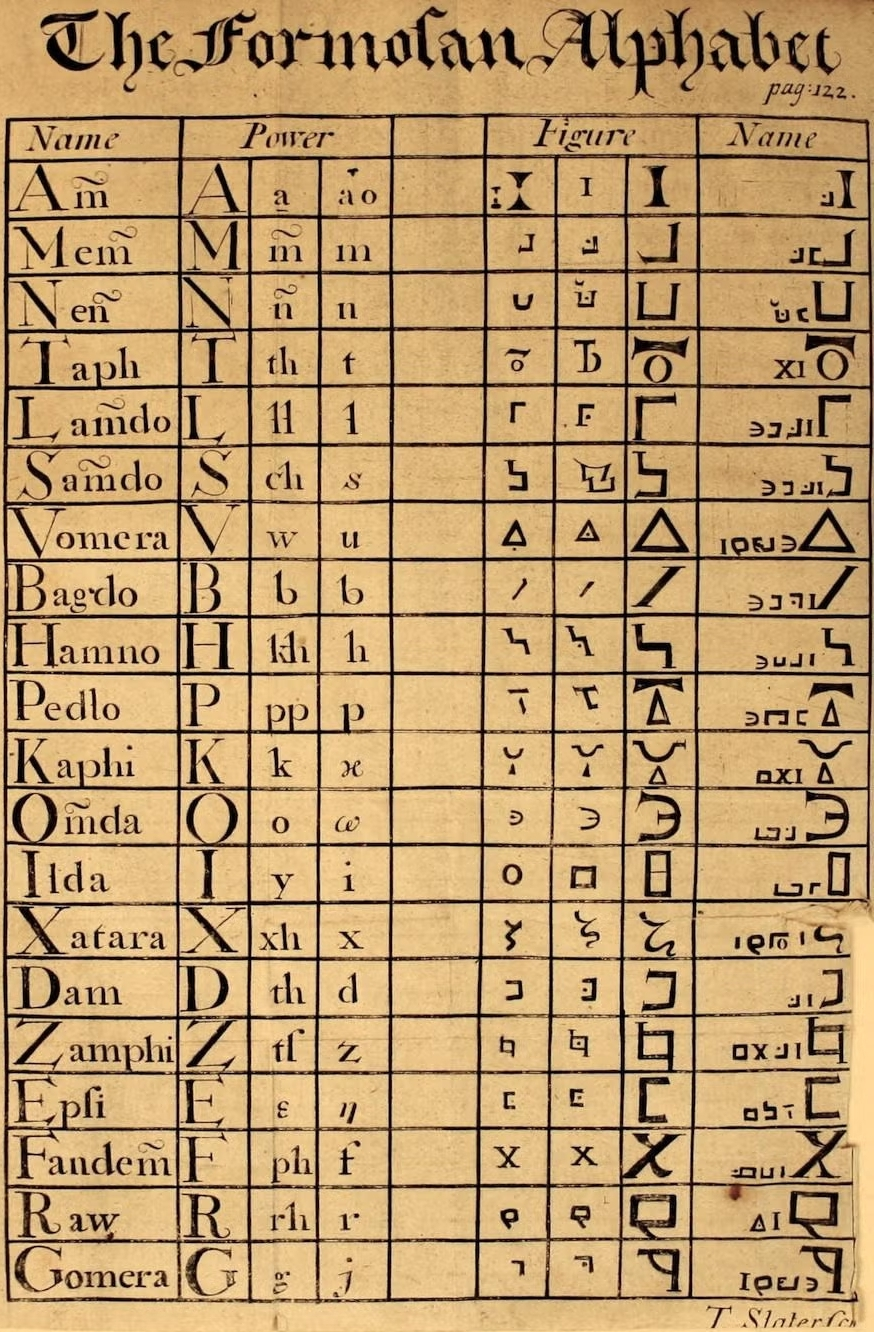
台湾文字の一覧（創作）
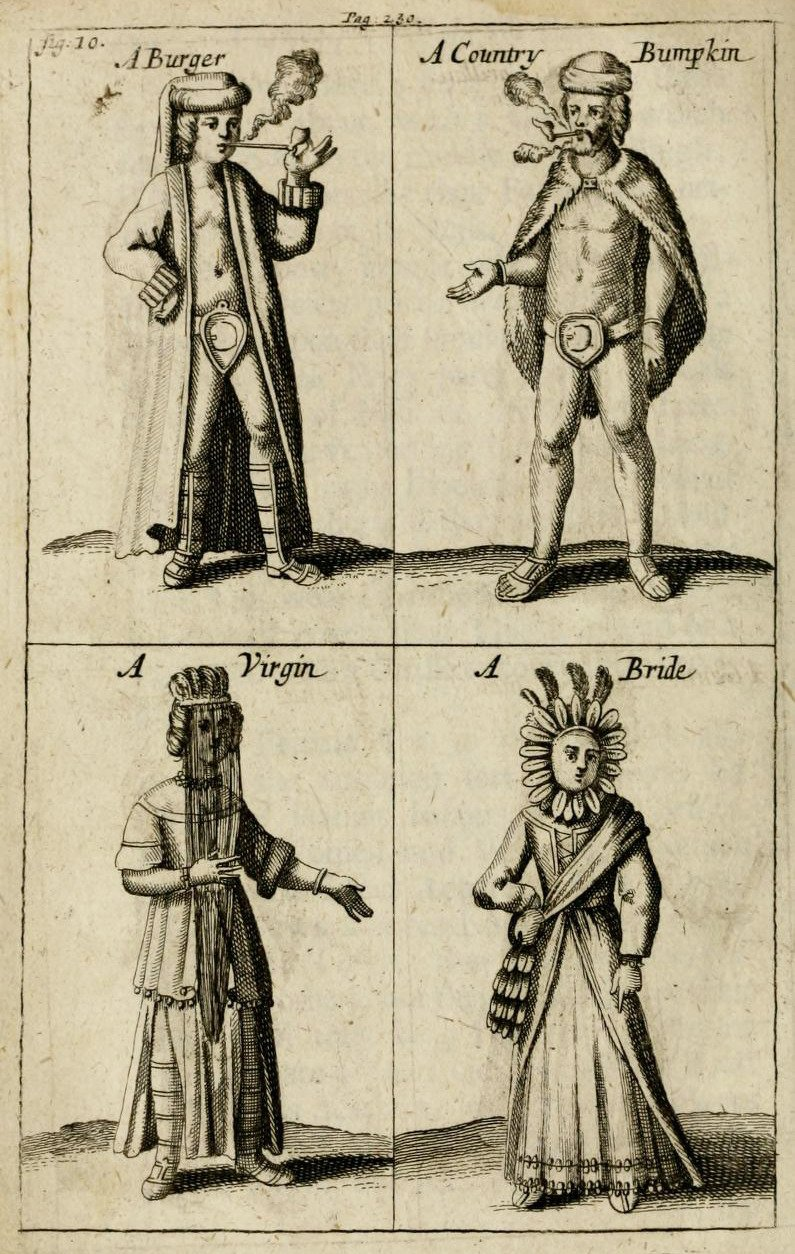
台湾人の服装（創作）
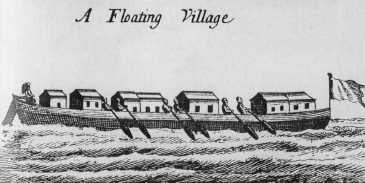
海辺の住居（創作）

これらはでたらめそのものであったが、当時は貴重な台湾及び日本の情報源とみなされた。サルマナザールはさらに講演で受けた質問に答える形で、25の項目を加えた改訂版を出している。また初版の出版後まもなく、英国国教会は聖書の台湾語訳をサルマナザールに依頼した。同時期、ロンドン主教はオックスフォード大学にサルマナザールを推薦し、サルマナザールは台湾研究の専門家として講師の職と権威を獲得した。

### オックスフォード大学講師
オックスフォードでのサルマナザールは、台湾の風習だとして首に蛇をまいて講義を行うなど、自己演出を加えながらイギリスの知識エリートたち相手に教鞭を執った。サルマナザールの講義と学術発表は常に注目を集め、そのために周囲から疑問を投げかけられることもしばしばあった。それでもサルマナザールの話術は巧みで、その反論も発表済みの情報と完璧に整合性があった。イネスの擁護もあって、サルマナザールのペテンは破綻することなく続いた。この時期にペンブルック伯がパトロンになっており、サルマナザールと共犯者イネス牧師は莫大な収入を得た。

### 追及
1704年、イエズス会のジャン・ド・フォンタネー司祭がサルマナザールの『台湾誌』を虚偽だと訴えでる。15年間の布教活動を終えて中国から帰国した司祭には、その内容が誤りであることは明白だった。しかし、プロテスタントの国イギリスでのフォンタネー司祭の告発は重要視されず、サルマナザールの豊かで精密な「台湾知識」による反論を受けて、却ってフォンタネー司祭の方が不確かであると一蹴されてしまう。だがこの一件はイギリスの知識人たちに改めて『台湾誌』を検証させる余地を残し、次に疑問を持ちだしたのはイギリス人からで、しかも高名なアイザック・ニュートンによるものだった。ただしニュートンは『台湾誌』の記述そのものは真実としている。ニュートンが行ったのは、サルマナザールが40年以上前の中国を紹介する文献から『台湾誌』に盗用したという非難であった。これは告発側のニュートンがその文献を所有していなかったことと、実際は全ての記述がサルマナザールの空想に依っていたために、ニュートンの主張は結果として無視された。しかしニュートンの登場に、共犯者のイネスは過剰に反応する。イネスはポルトガル領に駐屯するイギリス軍の従軍牧師に加わってロンドンから逃走した。
「僧服をもってつつむには最もふさわしからざる人物」とまで評された擁護者イネスが去り、単身となったサルマナザールは猜疑の視線が耐えられなくなった。1711年には、たまりかねてオックスフォード大学を辞して隠棲する。それでもサルマナザールが台湾情報の第一の権威であることに変わりはなかった。この時代、サルマナザールは多くの知己を獲得し、後に18世紀の「文壇の大御所」と呼ばれる若きサミュエル・ジョンソンともこの頃に知り合っている。しかし1704年から続く台湾の専門家としての地位は、エドモンド・ハレーの追及によって終わりを迎えた。この当時、ハレーはすでにグリニッジ天文台長であり、ハレー彗星の予言を始めとする天文学、数学、地球物理学等に多大な業績を上げていた。ハレーは、サルマナザールの『台湾誌』に描かれた日照時間や星図から決定的な矛盾を見つけ出し、天文学見地からサルマナザールに質問を重ねた。このハレーの追及にサルマナザールは答えに窮し、しばらく沈黙の期間を過ごした後、自らの行ってきた全てのペテンを自白する。

## 晩年
サルマナザールは罪に問われることはなかったが、生活と名声は一変した。サルマナザールは田舎に居を移し、しばらくの間は印刷所の手伝いで生計を立てた。台湾知識を抜きにしてもサルマナザールの学識と執筆能力は高く、印刷所の依頼とペンブルック伯の援助により『印刷史』を1732年に出版する。やがて1730年代の中頃にはロンドンに戻り、著述家としての経験を活かしてゴーストライターをいくつか請け負った。それ以外の文筆活動としては旧約聖書『詩篇』の註釈版を書き上げている。また1738年頃からは回想録を書き始めているが、それに大きく関わったのはオックスフォード大学時代の知人である「文壇の大御所」サミュエル・ジョンソンだった。オックスフォード時代の知人がほとんど離れていった中で、ジョンソンはむしろサルマナザールに接近した。ジェイムズ・ボズウェルの描いたジョンソンの伝記においても、ジョンソンからサルマナザールに向けられた世界想像力に対する賛辞が描写されている。当時作家や芸術家のパトロンで知られたピオッツィ夫人は、ジョンソンは毎晩のようにサルマナザールとパブにでかけ、深夜まで文芸や雑談を交わしたと伝えている。しかしピオッツィ夫人は「二人には信頼関係は存在しなかった」とも証言している。これは、ジョンソンがサルマナザールを物語の取材対象として見ていたからで、サルマナザールもジョンソンの思惑を察し、最後まで出身地と本名をジョンソンに伝えなかった。そのため1763年5月3日、サルマナザールはおよそ84歳で病没する が、その一年後に発売された回想録（Memoirs of .... , Commonly Known by the Name of George Psalmanazar）にはサルマナザールの記述にも、取材内容を元にしたジョンソンの加筆部分にも、本名と出身地は掲載されていない。しかし自らの詐欺については余すところなく綴られた回想録は評判を呼びベストセラーとなった。

## 評価
1791年、文学者アイザック・ディズレーリは、その著書『文学の愉しみ』（Curiosities of Literature）の中で、サルマナザールの『台湾誌』を「馬鹿馬鹿しい作り事」と厳しく糾弾している。1885年にイギリスの文学史をまとめたレズリー・スティーヴンも、サルマナザールを著述家ではなくペテン師、詐欺師として扱っている。『台湾誌』は偽書と判明するまで18世紀の台湾のイメージを決定し、東アジアへの偏見を助長した。
だが、一方では18世紀の「偉大な文学的山師」とも評されている。言語さえ創造する創作能力は同時代のサミュエル・ジョンソンが高く評価し、文筆家の能力と知識の豊富さはオックスフォード退去後もペンブルック伯が支援したように定評があった。1735年から1744年までは『ユダヤ史』『古代ギリシャ史』『ニース及びトレビゾンドの古代帝国史』をユニバーサルヒストリー社に依頼されて執筆し、1747年からは匿名でいくつかの文筆を担当した。『台湾誌』はジョナサン・スウィフトの『ガリヴァー旅行記』といった著作に影響を与え、ジョルジュ・サルマナザールという人物像は直木賞作家陳舜臣の『神に許しを』という短編の題材になった。空想の舞台となった台湾においても1996年に薛絢が訳した『台湾誌』が『福爾摩沙變形記』という題で出版され、当時のヨーロッパ人の台湾認識を知る手がかりとなっている。また21世紀になってもダニエラ・ドレッシャー『ジョルジュ・サルマナザールの光』（独: Die Lichter des George Psalmanazar）の題材となり、サルマナザールは後々まで小説や研究の着想を与え続けている。

## 関係項目
- 日仏関係
- オリエンタリズム - 東洋学
- 偽エチオピア皇帝事件